# Тюменево
Тюме́нево (рос. Тюменево) — присілок у складі Маріїнського округу Кемеровської області, Росія.
У вересні 2022 під час оголошеної часткової мобілізації у країні у присілку забрали усіх 59 чоловіків.

## Населення
Населення — 420 осіб (2010; 443 у 2002).
Національний склад (станом на 2002 рік):
- росіяни — 94 %